# Musica minimalista
Con il termine musica minimalista (detta anche minimalismo, musica minimale, musica ripetitiva oppure detto in inglese minimal music), qualche volta nominato anche new music e spaced out music ci si riferisce ad un ramo della musica colta sorto negli Stati Uniti durante gli anni sessanta.
Alternativa al serialismo della musica colta europea di Anton Webern, il minimalismo nacque dall'esigenza dei compositori minimalisti di rendere più accessibile la musica d'avanguardia astratta dei primi anni sessanta, da loro considerata "impossibile da ascoltare". Generalmente basato sulla ripetizione costante di schemi semplici eseguiti da piccole orchestre, e spesso eterogeneo a causa delle scelte stilistiche dei suoi autori, ebbe fra i suoi inventori La Monte Young, Terry Riley, Steve Reich, Rhys Chatham e Philip Glass.

## Storia

### Anticipazioni e genesi del minimalismo
Anticipato da Erik Satie, la cui composizione Vexations ebbe importanti ripercussioni sui compositori "ripetitivi", e dalle opere di Earle Brown realizzate durante gli anni cinquanta, il minimalismo ebbe modo di affermarsi soprattutto grazie a compositori quali John Cage e Morton Feldman che, ispirati alla pittura d'avanguardia di New York, tentarono di proporre una musica di matrice statunitense. Sempre grazie a Cage, emerse la necessità, propria dei minimalisti, di rendere la musica contemporanea più "ironica", meno sperimentale, e totalmente discostata dagli schemi compositivi del passato.

### La Monte Young
Il "padre" del minimalismo fu La Monte Young che, ispirato alle idee concettuali del movimento artistico Fluxus, compose brani che erano incentrati su elementi musicali monostrutturali: un fattore che si rivelò determinante per gli sviluppi del minimalismo, ed analizzò la musica al fine di approfondire le proprietà e gli effetti del suono. Nonostante la sua musica fosse ancorata alle teorie della musica seriale, Young proponeva una musica costituita da lunghi suoni (che definisce "sustained notes") la cui continuità rientrava, sotto molti punti di vista, nel concetto di "ripetizione" dei minimalisti. Fra le sue composizioni minimaliste più significative vi è il Trio per archi del 1958.

### Terry Riley e In C
Terry Riley fu l’autore di In C, un brano per metallofoni e strumenti a fiato composto nel 1964 da Terry Riley che, grazie alla presenza di brevi frasi melodiche e ritmiche ripetute ciclicamente, segnò un passaggio dalla musica minimalista "estatica" di Young a quella basata su ostinati melodici che circolano attorno ad una nota di riferimento. Lo stesso Riley sarà autore di altre composizioni basate sull'improvvisazione e molto vicine in spirito alla musica pop, quali A Rainbow in Curved Air e Dorian Winds.

### Steve Reich
Probabilmente uno dei minimalisti più schematici e colti, Reich fu colui che, più di tutti, contribuì a definire il minimalismo in quanto "musica come processo graduale". La sua musica è basata sul fruitore, il cui obiettivo primario è quello di percepire il processo musicale delle sue composizioni. Reich utilizza la modalità minimale con grande fedeltà, per comporre però opere contaminate dall'interazione con diverse forme espressive, e con un sensibile intento di ricerca ed innovazione. È inoltre l'autore di un breve saggio dal titolo "Music as a gradual process" che ben sintetizza la prassi compositiva minimalista. Compositore ampiamente riconosciuto dal mondo accademico, è stato definito come uno dei pochi compositori che "ha cambiato la direzione della storia della musica"; Il New York Times lo colloca “...tra i più grandi compositori del secolo”; The New Yorker parla di lui come «...il pensatore musicale più originale del nostro tempo»; e, The Village Voice, lo definisce semplicemente "...il più grande compositore americano vivente".

### Philip Glass
Ispirato alla musica di Riley e Reich, Glass si concentrò maggiormente sull'esecuzione come "performance", situazione che il compositore considerava ideale per mettere in pratica il processo musicale.Glass interpreta il minimalismo nel modo più puro, e le sue opere sono paradigmatiche nella ricerca espressiva della corrente. Tuttavia, già a partire dagli anni settanta, Glass rinuncerà al minimalismo tradizionale ispirandosi all'opera lirica e adoperando le armonie tipiche della musica classica tradizionale.

### Gli altri minimalisti
I compositori minimalisti emersi dopo Young, Riley, Reich, e Glass includono John Adams, che compose opere spesso accompagnate da una o più voci e connesse con la realtà sociale e politica a lui contemporanea; Michael Nyman che, realizzando composizioni più fruibili rispetto agli altri minimalisti, ricevette una considerevole attenzione da parte di un vasto pubblico; David Rosenboom, Mauricio Kagel, Charlemagne Palestine, Wim Mertens, Folke Rabe, il polacco Henryk Górecki; l'estone Arvo Pärt, che mostra in molte sue opere un'affinità con il minimalismo più nell'intento creativo che nel rigoroso rispetto dell'architettura musicale; l'olandese Louis Andriessen che, facendo proprio il concetto di "ripetizione" tipico della musica minimalista, lo ha installato su un tessuto musicale personale e molto cromatico (a differenza degli autori americani, prettamente diatonici); mentre fra gli italiani vanno citati Stefano Ianne nel quale infinite variazioni e microvariazioni rinnovano i temi musicali, Gianmartino Durighello, che creò un connubio tra filosofia minimalista e monodia gregoriana, Ludovico Einaudi, che ha composto prevalentemente melodie pianistiche minimali contaminate da cenni elettronici, e Ezio Bosso, direttore d'orchestra e compositore di colonne sonore.

## Panoramica ed influenze
Accomunato in genere alla sola idea di ripetizione, il minimalismo si basa sull'estrema riduzione del materiale musicale tradizionale, e su modelli stilistici che variano da compositore a compositore. Timbricamente uniformi, spesso tonali, e prive di una struttura musicale definita dall'armonia, le composizioni minimaliste cambiano progressivamente, ma in modo quasi impercettibile ed apparentemente statico, attraverso ripetizioni e sovrapposizioni ritmiche di cellule melodiche che possono generare, a volte, tessuti sonori particolarmente complessi.
Dalla musica e dalle filosofie orientali, i compositori minimalisti ripresero l'idea di una musica ipnotica e contemplativa che, attraverso le sue proprietà "magiche", assoggetta il compositore in uno stato di estasi che lo porta a concepire riflessioni esistenziali durante la loro esecuzione.
Concettualmente ispirata alle arti visive d'avanguardia (danza, pittura e teatro) degli anni sessanta ed alla pop art, la musica minimalista include formule musicali appartenenti al jazz e soprattutto alla musica etnica poliritmica, quali quella centrafricana, indonesiana e indiana. Il carattere modale della musica minimalista ha spinto molti a considerarla affine alla musica leggera. Lo stile è basato sulla riduzione graduale dei parametri del suono (altezza, lunghezza, timbro, volume, densità) che vengono fatti decadere fino al loro annullamento.

## L'influenza musicale
Sebbene non fosse stata inizialmente bene accolta dalla critica che la giudicò limitativa, la corrente segnò un ritorno alla tonalità dopo il periodo seriale, ed influì su molti compositori d'avanguardia non necessariamente minimalisti, quali Harold Budd, Alva Noto, Ryūichi Sakamoto e John Cale. Oltre ad essere stata ripresa in una certa misura dalle formazioni krautrock degli anni settanta, e da gruppi rock quali Pink Floyd, Soft Machine e Curved Air, la musica ripetitiva è stata adottata in numerose colonne sonore includenti quella dei film Koyaanisqatsi (1983) e Il dolce domani (1997), realizzate rispettivamente da Philip Glass e Michael Danna. Tuttavia, il compositore minimalista che più di tutti si specializzò nella realizzazione di colonne sonore fu Michael Nyman, autore di moltissime musiche per pellicole quali Giochi nell'acqua (1988) e Lezioni di piano (1993). Dal minimalismo emerse la drone music: variante basata sui suoni lenti riprodotti dai bordoni e che ebbe fra i suoi pionieri Phill Niblock.